# Lisores
Lisores ist eine französische Gemeinde mit 259 Einwohnern (Stand: 1. Januar 2022) des Départements Calvados in der Region Normandie (vor 2016 Basse-Normandie). Sie gehört zum Kanton Livarot-Pays-d’Auge und zum Arrondissement Lisieux. Die Einwohner werden Lisorais genannt.

## Geographie
Lisores liegt etwa 66 Kilometer ostsüdöstlich von Caen und etwa 18 Kilometer südsüdwestlich vom Stadtzentrum von Lisieux in der Landschaft Pays d’Auge. Umgeben wird Lisores von den Nachbargemeinden Livarot-Pays-d’Auge im Norden, Canapville im Osten und Südosten, Vimoutiers im Süden sowie Val-de-Vie im Westen.

## Bevölkerungsentwicklung
| Jahr                      | 1962 | 1968 | 1975 | 1982 | 1990 | 1999 | 2006 | 2015 |
| Einwohner                 | 345  | 348  | 247  | 248  | 247  | 260  | 280  | 271  |
| Quelle: Cassini und INSEE |      |      |      |      |      |      |      |      |

## Sehenswürdigkeiten
- Kirche Saint-Vigor aus dem 15./16. Jahrhundert

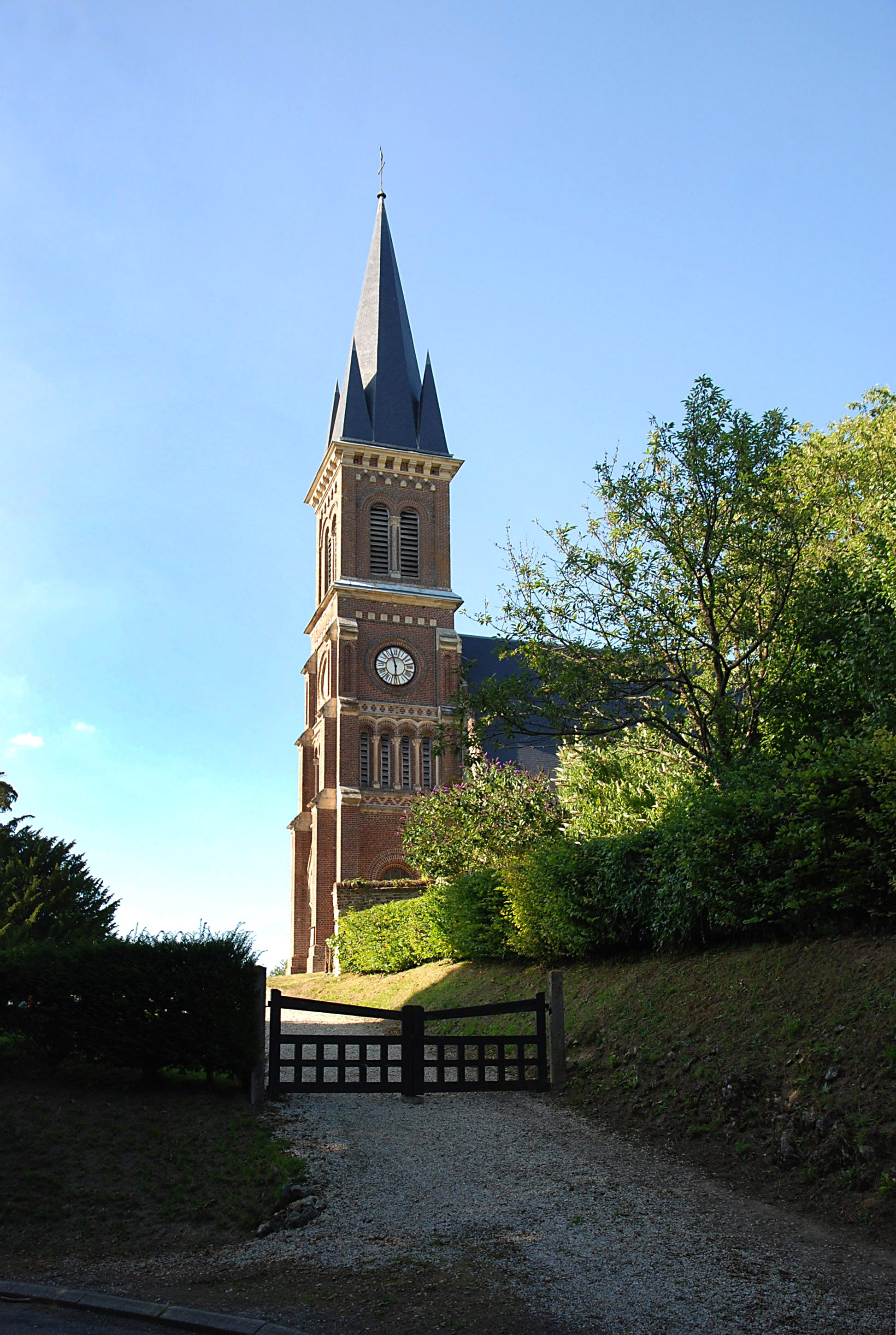
Kirche Saint-Vigor

## Persönlichkeiten
- Fernand Léger (1881–1955), Maler